# NE-202
MEDIAS for BIGLOBE LTE NE-202（メディアス フォー ビッグローブ エルティーイー エヌイーニーマルニ）は、NECカシオ モバイルコミュニケーションズが開発した、AndroidをOSとするスマートフォン端末、MEDIASシリーズのひとつである。

## 概要
NEC-102の後継機種で、N-07DをベースとしたBIGLOBE LTE・3G専用端末である。
音声通話に関してはBIGLOBEから提供される音声通話アプリ「BIGLOBEフォン・モバイル」を利用する事により音声通話が可能となっている。
ちなみに、NEC-102と同様にSIMフリー仕様となっている。
本機はBIGLOBEが提供するデータ通信専用契約であるBIGLOBE LTE・3GのSIMカードと抱き合わせで販売されているが、本機を基地局圏内でスタンバイ状態にしていても、設定-電池-セルスタンバイで、圏外時間が100％と表示され、連続待受時間が十数時間程度しかないといった症状が報告されている。この症状は、いわゆるセルスタンバイ問題により待機時の消費電力が大きくなり、待受時間が非常に短くなっている事が予想される。しかしメーカーの見解は「圏外時間が100%となることで待機時間が短くなる事はない。よって端末に問題はないと認識している。」であるとし、BIGLOBEカスタマーサポートはNE-202の欠陥を否定している。
BIGLOBE LTE・3GのSIMカードをSMS機能付きのカードに変更することで、セルフスタンバイ問題で発生する症状がなくなったとする報告が多数あるが、BIGLOBEカスタマーサポートはNE-202の欠陥を否定し、個別の問題であるとしている。

## 歴史
- 2013年3月28日 - BIGLOBEより発表。
- 同日 - 発売開始。
- 2014年4月14日 - ソフトウェアアップデート USBケーブルでパソコンを接続したとき、まれに携帯電話（本体）が再起動する事象を改善　http://www.n-keitai.com/info/important/2014/sw-ne202.html